# Ghizo
Ghizo ist eine Insel in der Western-Provinz der pazifischen Inselrepublik Salomonen. Ihr Name wird häufig mit Gizo, der Hauptstadt der westlichen Provinz der Solomon Islands, verwechselt.

## Geografie
Ghizo liegt im Westen des New-Georgia-Archipels, einer Inselgruppe der südlichen Salomon-Inseln. Auf der nur 35 km² großen, stark bewaldeten Insel liegt an der Ostküste die Hauptstadt Gizo der salomonischen Western-Provinz. Sie hat rund 6000 Einwohner.
Die benachbarten Inseln sind fast alle größer mit Flächen von 200 bis 2000 km².

## Tourismus
Die Insel ist bei Touristen vor allem als Tauchziel, wegen der tropischen Unterwasserwelt und der zahlreichen Wracks von Schiffen und Flugzeugen aus dem Zweiten Weltkrieg, bekannt.
Nahe Ghizo liegt die Insel Kasolo (Kennedy Island), auf welcher 1943 der spätere US-Präsident John F. Kennedy mit seiner Mannschaft strandete, nachdem ihr Torpedoboot von einem japanischen Zerstörer versenkt worden war.